# 吉行瑞子
吉行 瑞子（よしゆき みずこ、1932年 - ）は、日本の哺乳類学者・動物学者。学位は、農学博士（九州大学・論文博士・1984年）（学位論文「日本産翼手類の分類学的研究」。東京農業大学教授を歴任。

## 職歴
- 国立科学博物館動物研究部主任研究官
- 東京農業大学農学部教授

## 研究分野
- 系統分類学

## 記載した種など
- Nyctalus furvus  Imaizumi & Yoshiyuki , 1968 n.s（コヤマコウモリ）
- Rhinolophus imaizumi Hill & Yoshiyuki, 1980（イリオモテキクガシラコウモリ)
- Murina tenebrosa Yoshiyuki, 1970（クチバテングコウモリ)

## 著書
- マイクル・ブアラー 著 ; 吉行瑞子 訳.	 野生のネコ族. 主婦と生活社. 1973
- マイケル・ブーラー著 ; 吉行瑞子翻訳. 森林の生命. 1977.9
- 吉行瑞子 ぶん ; 山本忠敬 え. こうもり. 福音館書店, 1984.4
- Mizuko Yoshiyuki. A systematic study of the Japanese Chiroptera. National Science Museum, 1989
- ジェーン・バートン, キム・テイラー 写真 ; ロバート・バートン 文 ; 吉行瑞子 監訳. 卵、いろいろ : 卵からかえる. 評論社, 1994.3
- Mizuko Yoshiyuki and Hideki Endo. Catalogue of chiropteran specimens in spirit. National Science Museum, 2003
- 船越公威・福井大・河合久仁子・吉行瑞子『コウモリのふしぎ』技術評論社、2007年7月25日。ISBN 978-4-7741-3135-1。
- 大学図書館に収蔵された図書 国立情報学研究所

## 論文
- 国立情報学研究所収録論文 国立情報学研究所

- 吉行瑞子 (1970), “日本産テングコウモリの1新種〔英文〕”, 国立科学博物館研究報告 (国立科学博物館) 13:  195-198

- 吉行瑞子 (1971), “日本産ホオヒゲコウモリ属の1新種(英文)”, 国立科学博物館研究報告 (国立科学博物館) 14 (3):  305-310

- 吉行瑞子 (1979), “フィリピン産 Ptenochirus 属コウモリの1新種”, Bulletin of the National Science Museum. Series A, Zoology (国立科学博物館) 5 (1):  75-81

- 吉行瑞子 (1980), “西表産キクガシラコウモリ属の 1 新種とその近縁種についての考察”, Bulletin of the National Science Museum. Series A, Zoology (国立科学博物館) 6 (3):  179-189

- 吉行瑞子 (1983), “日本産テングコウモリ属の 1 新種”, Bulletin of the National Science Museum. Series A, Zoology (国立科学博物館) 9 (3):  141-150

- 吉行瑞子 (1984), “本州中北部におけるヒメヒミズ個体群の分析”, 国立科学博物館専報 (国立科学博物館) 117:  179-188

- 吉行瑞子 (1984), “北海道産ホオヒゲコウモリ属の 1 新種”, Bulletin of the National Science Museum. Series A, Zoology (国立科学博物館) 10 (3):  153-159

- 吉行瑞子; 今泉吉典 (1986), “佐渡島産トガリネズミの1新種(英文〕”, Bulletin of the National Science Museum Ser. A Zoology (National Science Museum) 12 (4):  185-193

- 吉行瑞子 (1988), “タイの哺乳類 : 1. モグラ科”, Bulletin of the National Science Museum. Series A, Zoology (国立科学博物館) 14 (4):  215-222

- 吉行瑞子 (1988), “奥尻島のエゾタヌキ”, 国立科学博物館専報 (国立科学博物館) 21:  189-197

- 吉行瑞子 (1988), “韓国産チビトガリネズミの分類学的地位”, Bulletin of the National Science Museum. Series A, Zoology (国立科学博物館) 14 (3):  151-158

- 吉行瑞子 (1989), “A Systematic Study of the Japanese Chiroptera”, National Science Museum monographs (国立科学博物館) 7:  1-242

- 吉行瑞子 (2007), “今泉吉典先生ご他界 (故今泉吉典先生追悼文)”, 哺乳類科学 (日本哺乳類学会) 47 (2):  271-273

- 吉行瑞子 (2008), “日本動物分類学会と今泉吉典博士(IN MEMORIAM)”, タクサ (日本動物分類学会) 24:  3-4

- 高中健一郎; 安藤元一; 小川博; 土屋公幸; 吉行瑞子; 天野卓 (2008), “常時流水のある側溝による小型哺乳類の落下・死亡”, 哺乳類科学 (日本哺乳類学会) 48 (1):  1-9

- 吉行瑞子; 林良恭; 水澤孝 (2010), “台湾から新記録のウーリーコウモリ”, Animate (農大動物研究会) 8:  1-10

## 賞詞
- 日本哺乳類学会特別賞（2011年（平成23年））